# Château-l'Abbaye
Château-l'Abbaye è un comune francese di 863 abitanti situato nel dipartimento del Nord nella regione dell'Alta Francia.

## Società

### Evoluzione demografica
Abitanti censiti